# DOTmy
DOTmy je česká folková kapela. Je charakteristická především svými hravými texty a ve své hudbě kombinuje folk s nejrůznějšími hudebními žánry. Kapela hraje v nástrojovém obsazení kytara, basová kytara, cajon, piáno, trumpeta a zpěv.

## Historie
Kapela vznikla v roce 2017 přidružením pianisty Jana Mrázka, cajonisty Martina Letáka a houslistky Báry Šůstkové k tehdy již existující kapele DOTrio (Dominika Prokopová, Ondřej Schmidt, Tomáš Knobloch). Impulsem pro vznik tohoto uskupení byl festival DVD (Děti – Výchova – Divadlo) pořádaný studenty katedry výchovné dramatiky na pražské DAMU, v rámci kterého kapela odehrála svůj první společný koncert. Houslistka Bára Šůstková poté kapelu opustila a na post houslisty nastoupil Josef Nový. Od roku 2018 odehrála mnoho koncertů a navštívila nejrůznější hudební festivaly (Folková Ohře, Folkové prázdniny v Náměšti nad Oslavou atd.) a na jaře roku 2019 vydala své první album Všechno je to v( ) lidech. V létě roku 2020 kapelu opustil houslista Josef Nový, kterého vystřídal trumpetista Adam Trnka. Na podzim téhož roku kapela z důvodu pandemie odehrála streamovaný koncert v rámci festivalu Noc divadel, v průběhu kterého proběhl také křest animovaného videoklipu k písni Medvěd je panna.
Na podzim roku 2024 kapela vydává své druhé album s názvem Divá půda, ze které pocházejí i dva singly Mycelium a Tam už jsi byl.

## Debutové album Všechno je to v( ) lidech
První deska kapely DOTmy byla nahrána v období od února do dubna roku 2019. Hudební a zvukové režie se ujal Cyril Kaplan z kapely Vložte kočku. Na nahrávání desky se podílela řada hostů, mezi kterými jsou například i Petr Váša z kapely Ty Syčáci nebo herec Pavel Rímský. Na vizuálu se podílela grafička Helena Čubová a fotografka Barka Fabiánová. Křest debutového alba se uskutečnil 21. května 2019 v Divadle Na Prádle.

## Členové

### Současní členové
- Dominika Mithofer – zpěv
- Ondřej Schmidt – kytara, zpěv
- Tomáš Knobloch – kytara, basová kytara, zpěv
- Jan Mrázek – piáno, klávesy, zpěv
- Martin Leták – cajon, sampler, zpěv
- Adam Trnka – trumpeta, zpěv

### Dřívější členové
- Bára Juránková – housle, zpěv
- Josef Nový – housle, zpěv

## Diskografie
- Všechno je to v( ) lidech – 2019 (Lubl Label)
- Divá půda – 2024 (Soundevice Studio)